# Jean-Baptiste Franceschi-Delonne
Jean-Baptiste Francisqui, llamado Franceschi-Delonne (Lyon, Francia; 4 de septiembre de 1767-Cartagena, España; 23 de octubre de 1810) fue un general del Primer Imperio francés. Subteniente en 1792, luchó en Austerlitz y fue destacado como ayudante de campo de José Bonaparte en Nápoles. Más tarde, fue enviado a España a la cabeza de una división de caballería ligera, donde fue capturado y murió en prisión, víctima de los malos tratos de sus captores españoles. A propósito de su muerte comentó el mariscal Soult:

Franceschi era mi mejor amigo. Se convirtió en uno de los mejores generales del ejército francés hasta que, todavía joven y lleno de promesas, encontró en España un triste final que es uno de los más amargos pesares de mi vida.

No sólo militar, sino también artista, Francisqui fue pensionado en la Villa Médici y laureado con el Premio de Roma por su labor como escultor.

## Biografía

### El artista y el soldado
Hijo del yesero Regle Francisqui y Marie-Barbe Dellone, Jean-Baptiste nació después de su hermano gemelo Charles-Joseph en 1767 en Lyon, parroquia de Sainte-Croix. Se hizo escultor y fue pensionado en la Villa Médici antes de obtener el Premio de Roma. En septiembre de 1792 se alistó en la «Compagnie des Arts», que estaba integrada en el 9.° Batallón de Voluntarios de París, y es nombrado subteniente. Asignado al Ejército del Rin, se convirtió en artillero y adjunto del ayudante general Debelle, que era miembro del Estado Mayor de la artillería.

### El húsar

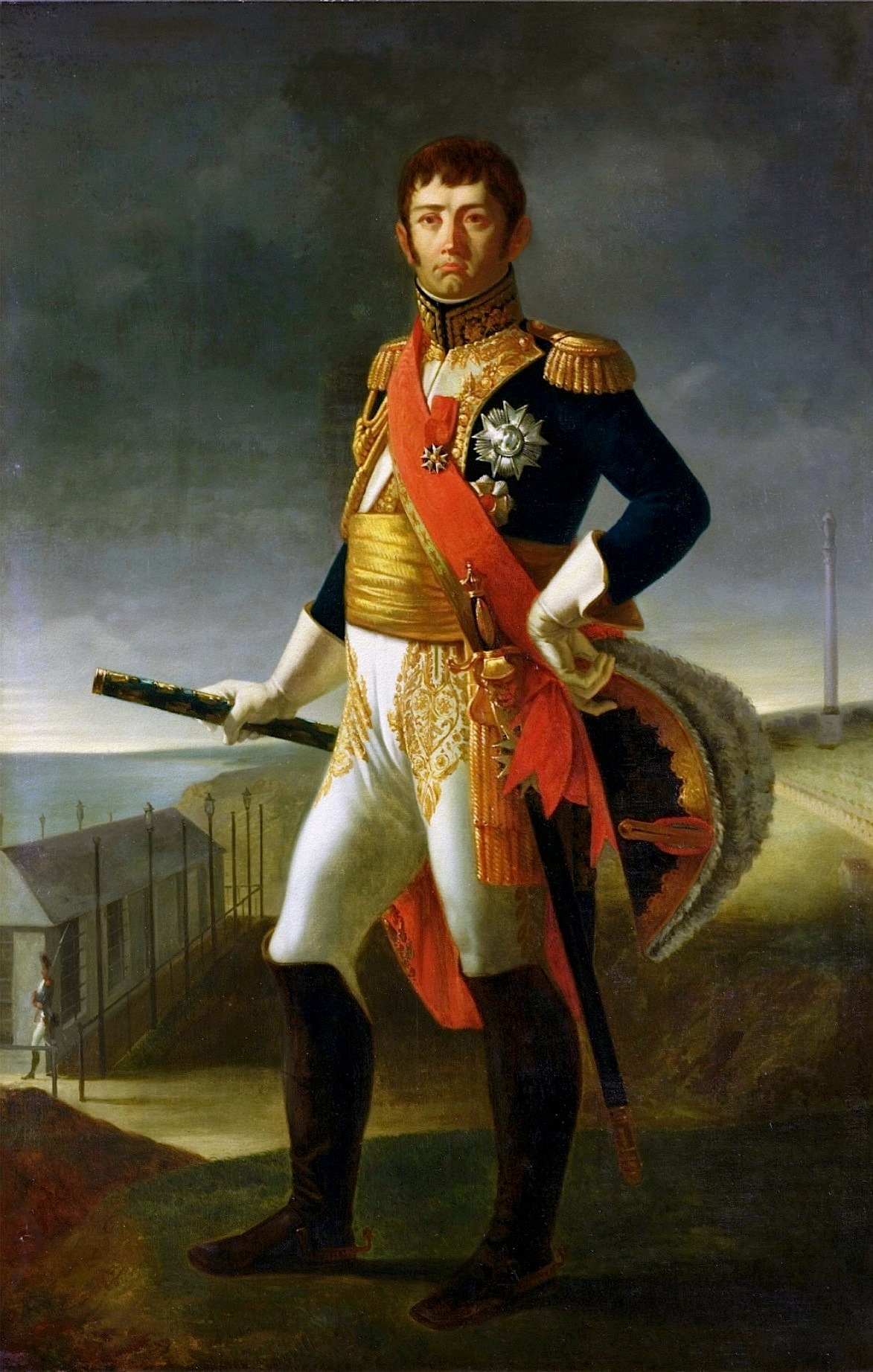
El mariscal Soult mantuvo una relación de amistad con su subordinado Franceschi-Delonne tras conocerse en 1797 (cuadro de Louis-Henri de Rudder, 1856).

El 9 de noviembre de 1796 fue ascendido a teniente del 4.° Regimiento de Húsares y participó en la batalla de Neuwied (18 de abril de 1797), tras la que recibió el grado de capitán. Se unió después al Ejército de Helvetia, en el cual conoció al general Soult, quien lo tomó como ayudante de campo y trabó amistad con él. En 1799 el lionés es ya jefe de escuadrón, y como tal se distinguió en el sitio de Génova (1800), al atravesar las líneas germánicas para hacer llegar un informe a Napoleón y regresar a la ciudad asediada. En 1802, era coronel del 4.° de Húsares, y en 1804 es asignado con el mismo rango al 8.° Regimiento de Húsares, junto al que combatió en la batalla de Austerlitz el 2 de diciembre de 1805: ese día, cada vez que pasaba con sus jinetes ante el Emperador, éste exclamaba «¡Siempre mi húsar!... ¡siempre en todas partes!... ¡siempre sin miedo!... ¡siempre dispuesto a dar un buen golpe de sable!...». En recompensa, Franceschi-Delonne fue nombrado general de brigada el 24 de diciembre de 1805. En 1806 fue situado bajo las órdenes de Eugène de Beauharnais, y en 1807 se convirtió en ayudante de campo de José Bonaparte, rey de Nápoles.

### Campañas en España y Portugal
El 8 de febrero de 1808, en el Palacio Real de Portici, Franceschi se casaba con Anne-Adélaïde Dumas, hija del general Dumas (ministro de la Guerra del Reino de Nápoles). El amor que se profesaba la pareja no pasaba inadvertido en la corte napolitana. El mismo año, el general lionés tuvo que partir hacia la Guerra de España, en la que estuvo al frente de una brigada de caballería ligera en el sexto cuerpo de ejército comandado por el mariscal Ney. Tomó parte en varias batallas, especialmente en Lerín (25 y 26 de octubre) y Mansilla de las Mulas (29 o 30 de diciembre), donde tomó prisioneros a mil soldados españoles. En 1809 dirigió una división de caballería ligera en la vanguardia del ejército del mariscal Soult, con la que mantuvo la persecución de las tropas británicas en su retirada hacia La Coruña. Esta división incluía cuatro unidades: el 1.er Regimiento de Húsares, el 8.° Regimiento de Dragones, el 22.° Regimiento de Cazadores a Caballo y el Regimiento de Cazadores a Caballo Hannoverianos.
|                                               |
| Dos cavaliers del 1.er Regimiento de Húsares. |

|                                               |
| Dos cavaliers del 8.° Regimiento de Dragones. |

|                                                           |
| Dos cavaliers del 22.° Regimiento de Cazadores a Caballo. |

En marzo de 1809, Soult se internó en Portugal. Dos regimientos de la división de Franceschi, el 1.° de Húsares y el 8.° de Dragones, estaban presentes los días 18 y 20 de marzo en la batalla de Braga, en la que el general se apoderó del pueblo de Lanhoso y rodeó a la fuerza enemiga junto a la infantería de Mermet. Los franceses continuaron su avance, pero se replegaron tras el desembarco de los británicos al mando del general Wellesley; la división de Franceschi formó en la retaguardia. Durante esta retirada, el general y los coroneles de sus cuatro regimientos se revelaron como buenos tácticos, lo que permitió salvar a sus hombres. El 23 de mayo, los jinetes de Franceschi-Delonne se detienen en Lugo y finalizan la operación francesa de repliegue.

### Captura y muerte

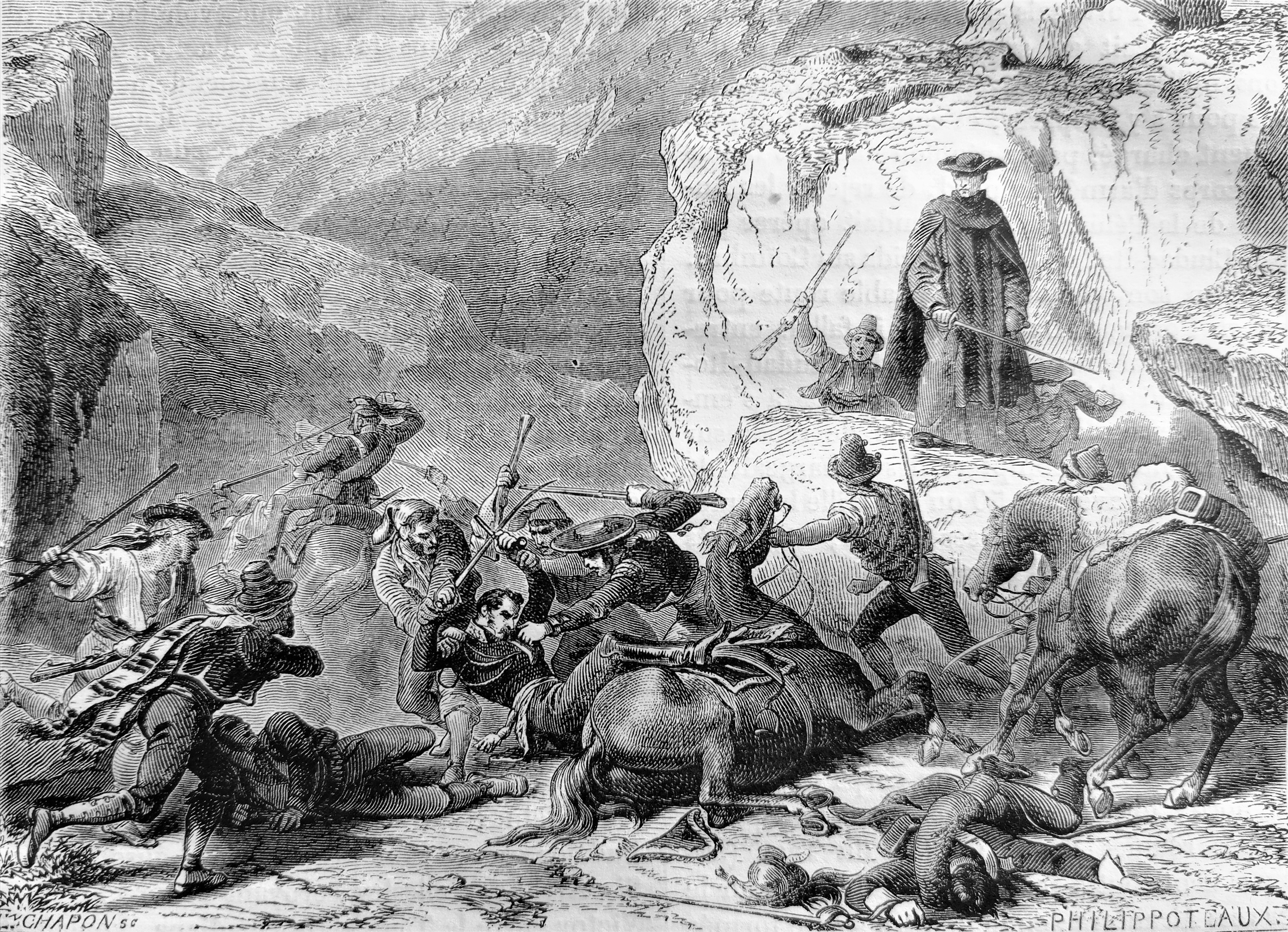
Captura del general Delonne por los guerrilleros del fraile Juan Bautista Mendieta cerca de Zamora, en junio de 1809.

El mariscal Soult encargó al general Franceschi llevar a Madrid un despacho al rey José escoltado por los capitanes Bernard y De Saint-Joseph, pero el 28 de junio cayó cerca de Zamora en una emboscada tendida por los guerrilleros del fraile Juan Bautista Mendieta «el Capuchino». Presentados ante el duque del Parque, los franceses fueron llevados a Sevilla y más tarde encarcelados en la Alhambra de Granada. El capitán De Saint-Joseph fue rápidamente liberado gracias a la intervención del general Suchet; los otros dos oficiales fueron conducidos a Cartagena a principios del año 1810. Los carceleros españoles liberaron al capitán Bernard tras el pago de un rescate, pero la cantidad de dinero exigida por Franceschi-Delonne era demasiado alta y permaneció preso. Las pésimas condiciones en el cautiverio dañaron la salud del general, que murió el 23 de octubre de 1810. Afectada por la noticia, su esposa se negó a comer y murió en 1811. El nombre de Franceschi-Delonne fue inscrito en el Arco de Triunfo de París.